# إينيز ماكورماك
إينيز ماكورماك  (28 سبتمبر 1943 - 21 يناير 2013) هي زعيمة نقابة العمال الأيرلندية الشمالية وناشطة في مجال حقوق الإنسان. كانت أول رئيسة للكونغرس الأيرلندي لنقابات العمال (1999 إلى 2001)، وتمثل اتحاد ونيسون. ونجحت أيضًا في حملة من أجل إدراج أحكام قوية للمساواة وحقوق الإنسان في اتفاق الجمعة العظيمة.
تعتبر إينيز ماكورماك إحدى أكثر القيادات النسائية تأثيرًا في مجال حقوق الإنسان بأيرلندا الشمالية؛ فقد لعبت دورًا بالغ الأهمية في تشكيل نصوص المساواة الكاملة وحقوق الإنسان الواردة في اتفاقية الجمعة المجيدة عام 1998، التي أسدلت الستار على عقود من العنف الطائفي.
كانت أول امرأة تتولى منصب رئيس الاتحاد الأيرلندي للنقابات العمالية، وقد دعت منذ ذاك الحين إلى تفعيل تلك الحقوق بوصفها السبيل لفهم كيفية حل الصراع استنادًا إلى ممارسة العدالة. ويسهم عملها في زيادة الوعي بأن القدرة على المشاركة جزء لا يتجزأ من تعميق الممارسة الديمقراطية، والربط بين النمو الاقتصادي والتطور الاجتماعي مجددًا على المستويين العالمي والمحلي.
صارت إينيز ناشطة ضمن حركة الحقوق المدنية في أيرلندا الشمالية في نهاية ستينيات القرن العشرين، ثم أصبحت ناشطة في قضايا النقابات العمالية والمساواة، ودشنت حملات من أجل تنظيم وإعادة تقييم العمال «المهمَلين» الذين تُمثل النساء أغلبهن.